# Дубровинский сельсовет (Лебяжьевский район)
Дубровинский сельсовет — упразднённые административно-территориальная единица и муниципальное образование со статусом сельского поселения в Лебяжьевском районе Курганской области Российской Федерации.
Административный центр — село Дубровное.

## История
Статус и границы сельского поселения установлены Законом Курганской области от 4 ноября 2004 года № 710 «Об установлении границ муниципального образования Дубровинского сельсовета, входящего в состав муниципального образования Лебяжьевского района».
Законом Курганской области от 30 мая 2018 года N 48, в состав Елошанского сельсовета были включены все населённые пункты упразднённых Балакульского и Дубровинского сельсоветов.

## Население
| 1989 | 2002 | 2004 | 2010 | 2012 | 2013 | 2014 |
| ---- | ---- | ---- | ---- | ---- | ---- | ---- |
| 509  | ↘488 | ↘469 | ↘335 | ↘321 | ↘294 | ↘291 |
| 2015 | 2016 | 2017 | 2018 |      |      |      |
| ↘280 | ↘277 | ↘273 | ↘258 |      |      |      |

## Состав сельского поселения
| № | Населённый пункт | Тип населённого пункта       | Население |
| - | ---------------- | ---------------------------- | --------- |
| 1 | Бочаговка        | деревня                      | ↘86       |
| 2 | Дубровное        | село, административный центр | ↘249      |